# Ciclismo nos Jogos Olímpicos de Verão de 2016 - Perseguição por equipes masculino

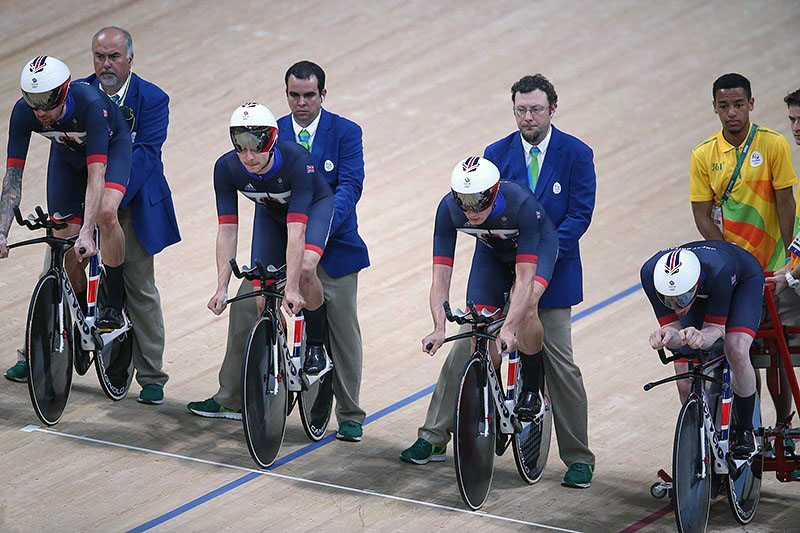
Equipe britânica conquistou a medalha de ouro e o recorde mundial da prova.

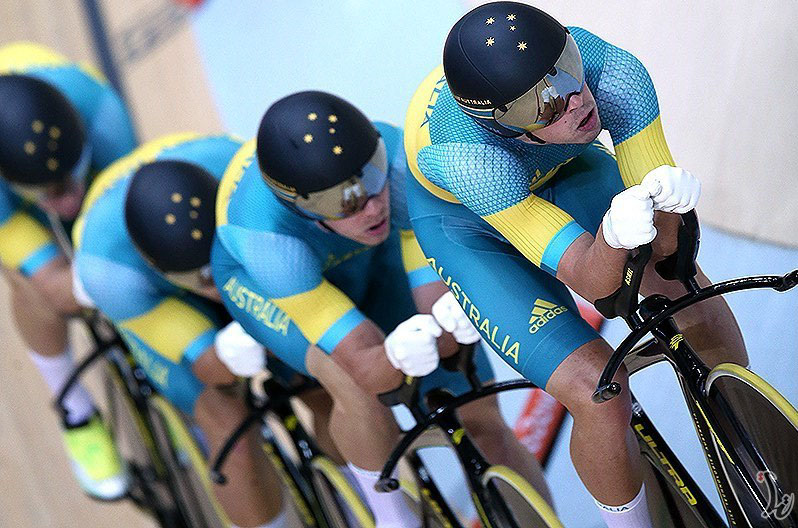
A Austrália ficou na segunda colocação e obteve a prata.

A prova de perseguição por equipes masculino do ciclismo nos Jogos Olímpicos de Verão de 2016 foi disputada nos dias 11 de agosto e 12 de agosto no Velódromo Municipal do Rio.

## Calendário
Horário local (UTC-3)
| Dia          | Horário | Fase          |
| ------------ | ------- | ------------- |
| 11 de agosto | 17:25   | Qualificação  |
| 12 de agosto | 16:50   | Primeira fase |
| 12 de agosto | 18:20   | Final         |

## Medalhistas
|  | GBR Grã-Bretanha                                   |  | AUS Austrália                                                            |  | DEN Dinamarca                                                                      |
|  | Ed Clancy Steven Burke Owain Doull Bradley Wiggins |  | Alex Edmondson Jack Bobridge Michael Hepburn Sam Welsford Callum Scotson |  | Lasse Norman Hansen Niklas Larsen Frederik Madsen Casper von Folsach Rasmus Quaade |

## Resultados

### Qualificação
As oito equipas mais rápidas se qualificam para a primeira fase, do qual, as quatro primeiras colocadas permanecem na disputa pela medalha de ouro e as quatro seguintes vão em busca da medalha de bronze.
| Pos. | CON               | Ciclista                                                             | Resultado | Notas |
| ---- | ----------------- | -------------------------------------------------------------------- | --------- | ----- |
| 1    | GBR Grã-Bretanha  | Ed Clancy Steven Burke Owain Doull Bradley Wiggins                   | 3:51.943  | Q     |
| 2    | DEN Dinamarca     | Lasse Norman Hansen Niklas Larsen Frederik Madsen Casper von Folsach | 3:55.396  | Q     |
| 3    | AUS Austrália     | Alexander Edmondson Jack Bobridge Michael Hepburn Sam Welsford       | 3:55.606  | Q     |
| 4    | NZL Nova Zelândia | Pieter Bulling Aaron Gate Dylan Kennett Regan Gough                  | 3:55.977  | Q     |
| 5    | ITA Itália        | Simone Consonni Liam Bertazzo Filippo Ganna Francesco Lamon          | 3:59.708  | q     |
| 6    | GER Alemanha      | Henning Bommel Nils Schomber Kersten Thiele Domenic Weinstein        | 4:00.911  | q     |
| 7    | SUI Suíça         | Olivier Beer Silvan Dillier Théry Schir Cyrille Thièry               | 4:03.845  | q     |
| 8    | CHN China         | Fan Yang Liu Hao Qin Chenlu Shen Pingan                              | 4:05.152  | q     |
| 9    | NED Países Baixos | Tim Veldt Wim Stroetinga Jan-Willem van Schip Joost van der Burg     | DNF       |       |

### Primeira fase
O alinhamento dos grupos foi realizado da seguinte maneira:
- Bateria 1 - 6º x 7º qualificado
- Bateria 2 - 5º x 8º qualificado
- Bateria 3 - 2º x 3º qualificado
- Bateria 4 - 1º x 4º qualificado

Os vencedores das baterias 3 e 4 passam para a final na disputa da medalha de ouro. As restantes seis equipas são classificadas através do tempo, disputando a medalha de bronze, o quinto ou o sétimo lugar.
| Pos. | Bateria | CON               | Ciclista                                                        | Resultado | Notas |
| ---- | ------- | ----------------- | --------------------------------------------------------------- | --------- | ----- |
| 1    | 4       | GBR Grã-Bretanha  | Ed Clancy Steven Burke Owain Doull Bradley Wiggins              | 3:50.570  | QG,   |
| 2    | 3       | AUS Austrália     | Alexander Edmondson Michael Hepburn Callum Scotson Sam Welsford | 3:53.429  | QG    |
| 3    | 3       | DEN Dinamarca     | Lasse Norman Hansen Niklas Larsen Frederik Madsen Rasmus Quaade | 3:53.542  | QB    |
| 4    | 4       | NZL Nova Zelândia | Pieter Bulling Aaron Gate Dylan Kennett Regan Gough             | 3:55.654  | QB    |
| 5    | 2       | ITA Itália        | Simone Consonni Liam Bertazzo Filippo Ganna Francesco Lamon     | 3:55.724  | Q5    |
| 6    | 1       | GER Alemanha      | Theo Reinhardt Nils Schomber Kersten Thiele Domenic Weinstein   | 3:56.903  | Q5    |
| 7    | 1       | SUI Suíça         | Olivier Beer Silvan Dillier Théry Schir Cyrille Thièry          | 4:03.580  | Q7    |
| 8    | 2       | CHN China         | Fan Yang Liu Hao Qin Chenlu Shen Pingan                         | 4:04.420  | Q7    |

- QG = qualificado para a disputa pelo ouro
- QB = qualificado para a disputa pelo bronze
- Q5 = qualificado para a disputa de quinto lugar
- Q7 = qualificado para a disputa de sétimo lugar

### Final
| Pos.                  | CON               | Ciclista                                                             | Resultado | Notas |
| --------------------- | ----------------- | -------------------------------------------------------------------- | --------- | ----- |
| Disputa pelo 7º lugar |                   |                                                                      |           |       |
| 7                     | SUI Suíça         | Olivier Beer Silvan Dillier Théry Schir Cyrille Thièry               | 4:01.786  |       |
| 8                     | CHN China         | Fan Yang Liu Hao Qin Chenlu Shen Pingan                              | 4:03.687  |       |
| Disputa pelo 5º lugar |                   |                                                                      |           |       |
| 5                     | GER Alemanha      | Theo Reinhardt Nils Schomber Kersten Thiele Domenic Weinstein        | 3:59.485  |       |
| 6                     | ITA Itália        | Simone Consonni Filippo Ganna Francesco Lamon Michele Scartezzini    | 4:02.360  |       |
| Disputa pelo bronze   |                   |                                                                      |           |       |
| Medalha de bronze     | DEN Dinamarca     | Lasse Norman Hansen Niklas Larsen Frederik Madsen Casper von Folsach | 3:53.789  |       |
| 4                     | NZL Nova Zelândia | Pieter Bulling Aaron Gate Dylan Kennett Regan Gough                  | 3:56.753  |       |
| Disputa pelo ouro     |                   |                                                                      |           |       |
| Medalha de ouro       | GBR Grã-Bretanha  | Ed Clancy Steven Burke Owain Doull Bradley Wiggins                   | 3:50.265  | ,     |
| Medalha de prata      | AUS Austrália     | Alexander Edmondson Jack Bobridge Michael Hepburn Sam Welsford       | 3:51.008  |       |